# Südinselschnäpper
Der Südinselschnäpper (Petroica australis) auch Langbeinschnäpper, englische Bezeichnung New Zealand Robin, māori Kakaruwai, ist eine in Neuseeland heimische Vogelart. In der Roten Liste gefährdeter Arten ist der Langbeinschnäpper als nicht gefährdet eingestuft.

## Beschreibung
Der Südinselschnäpper erreicht eine Körperlänge von 18 Zentimetern und ein Gewicht von 35 g. Das Gefieder des Männchens ist dunkel schiefergrau, das des Weibchens graubraun. Bei beiden Geschlechtern sind Kehle und Bauch erheblich heller und beim Männchen cremeweiß. Bei adulten Vögeln kann sich bei beiden Geschlechtern bei Interaktionen oberhalb der Schnabelbasis ein kleiner weißer Federfleck zeigen. Jungvögel ähneln den Weibchen, der weißen Fleck auf der Unterseite ist aber oft kleiner oder fehlt.

## Verbreitung
Der Südinselschnäpper ist in Neuseeland endemisch. Die Vögel sind zerstreut auf der Südinsel und Stewart Island verbreitet, haben jedoch kein geschlossenes Verbreitungsgebiet.
Auf einigen Inseln wie Ulva Island wurde er nach der Ausrottung eingeschleppter Prädatoren (z. B. Katzen, Ratten) wieder ausgewildert.
Die Art bewohnt Waldränder und wird oft in Grüngürteln von Ortschaften gefunden. Das Verbreitungsgebiet beträgt geschätzt 50.000 bis 100.000 km².

## Systematik
Südinselschnäpper (Petroica australis australis (Sparrman , 1788)) und Stewart Island Robin (Petroica australis rakiura Fleming, 1950) werden heute als Unterarten anerkannt. Der eng verwandte Nordinselschnäpper (früher Petroica australis longipes  (Lesson, RP & Garnot, 1827)) wird nach Untersuchungen von Miller & Lambert aus dem Jahre 2006 als eigene Art angesehen. Eine andere nahe verwandte Art ist der Chathamschnäpper (Petroica traversi) auf den Chatham-Inseln.

## Mengenunterscheidung
Frei lebende Südinselschnäpper können einer Studie von Forschern der Victoria University zufolge unterschiedliche Mengen von Würmern unterscheiden, siehe Artikel Mengenunterscheidung bei Tieren, Abschnitt Südinselschnäpper.

## Bilder

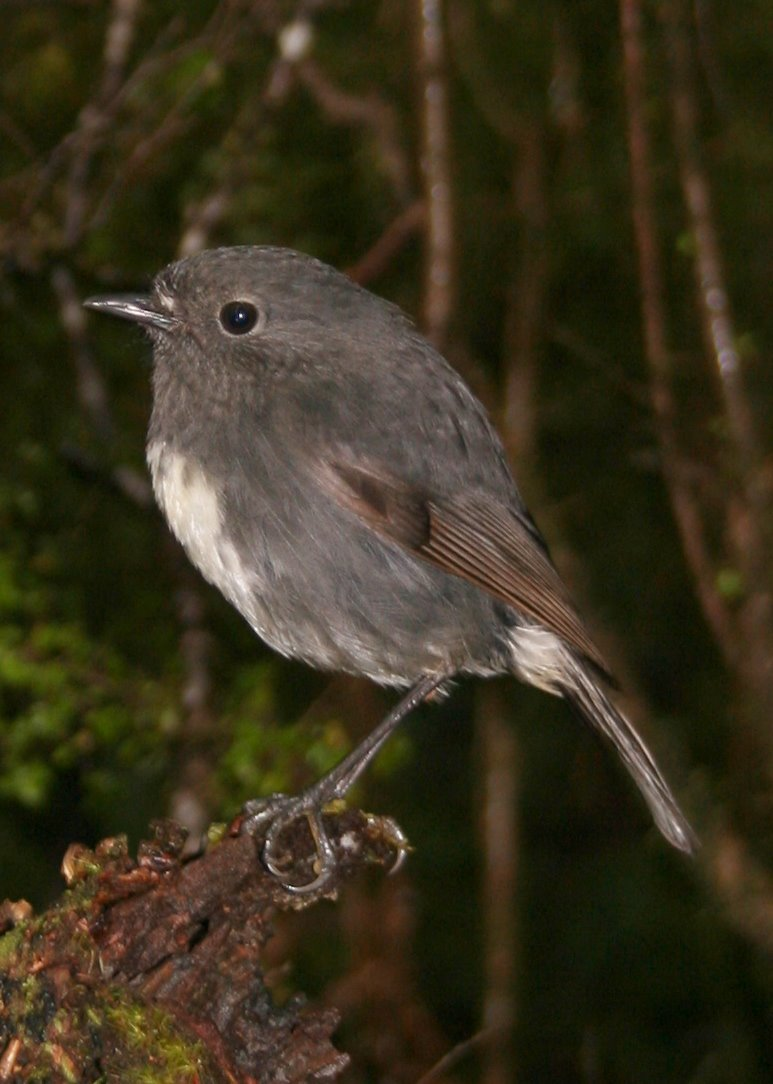
Petroica australis australis
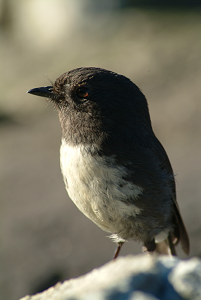
Petroica australis australis
Verbreitungsgebiet des Südinselschnäppers